# Cyclosorus grandissimus
Cyclosorus grandissimus är en kärrbräkenväxtart som beskrevs av Ren-Chang Ching och K. H. Shing. Cyclosorus grandissimus ingår i släktet Cyclosorus och familjen Thelypteridaceae. Inga underarter finns listade.